# Pomnik Roberta Jaeckla w Poznaniu

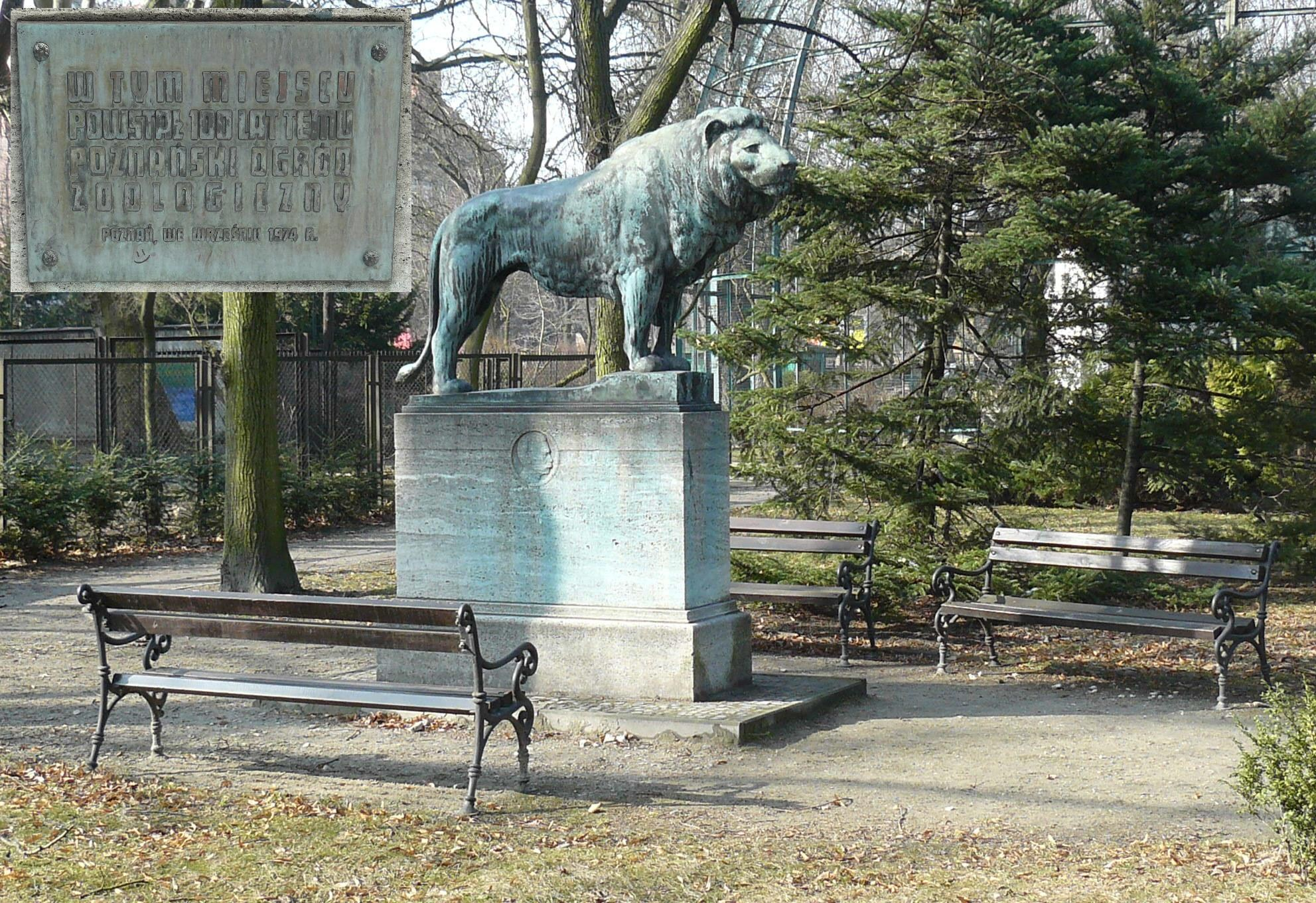
Pomnik na terenie starego Zoo w Poznaniu

Pomnik Roberta Jaeckla w Poznaniu (niem. Jäckeldenkmal) – pomnik upamiętniający pierwszego dyrektora poznańskiego ogrodu zoologicznego Roberta Jaeckla, usytuowany na terenie starego Zoo na Jeżycach w Poznaniu.

## Historia

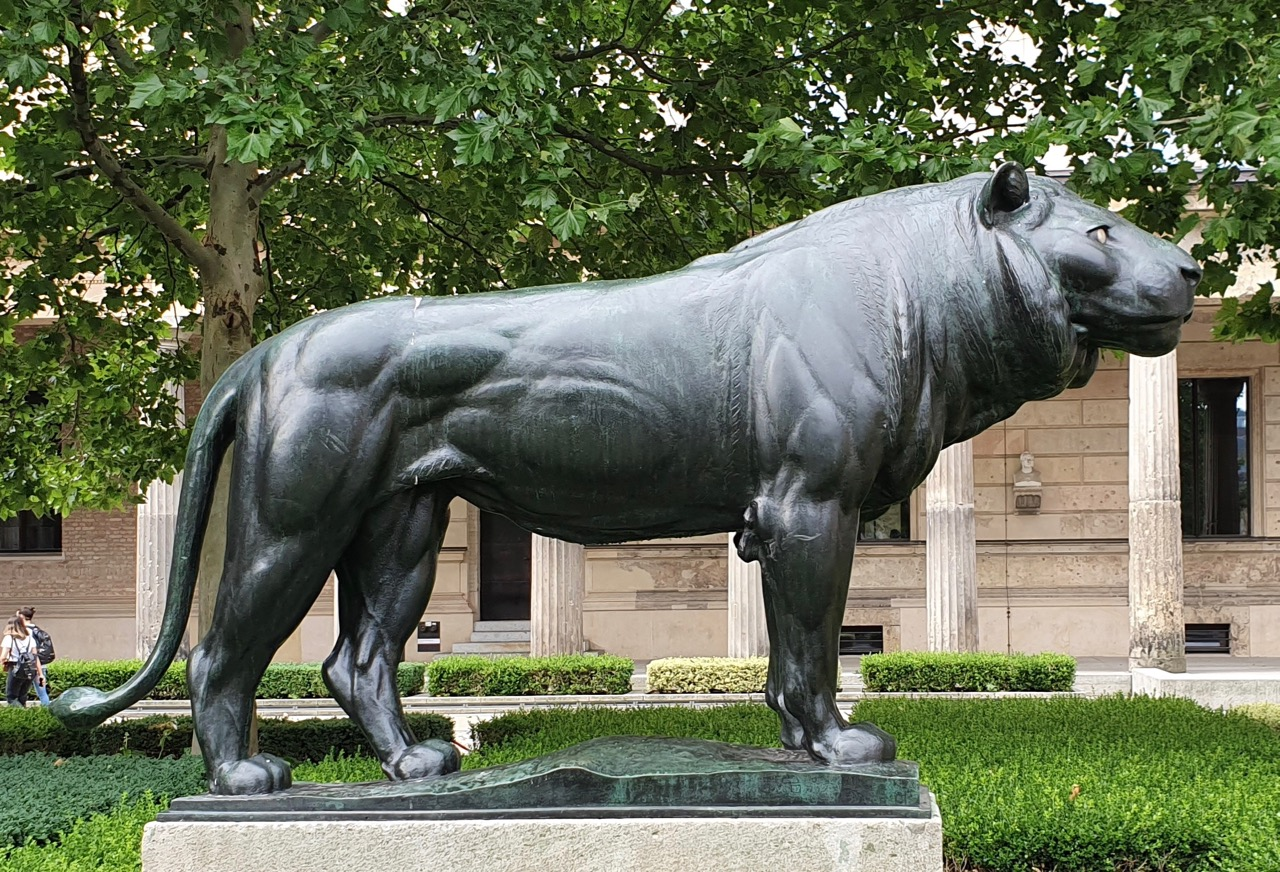
Pomnik lwa z brązu przed Alten Nationalgalerie w Berlinie

Robert Jaeckel (Jäckel) był jednym z organizatorów powstania poznańskiego ogrodu zoologicznego i pierwszym dyrektorem ogrodu w latach 1881–1907, a także przewodniczącym „Stowarzyszenia Ogród Zoologiczny” (niem. Verein Zoologischer Garten). Po śmierci Roberta Jaeckla postanowiono uczcić jego pamięć, powołując komitet budowy pomnika poświęconego byłemu dyrektorowi. W składzie komitetu znaleźli się radca miejski Schweiger, prof. dr Kämmerer, miejski radca budowlany Teubner i historyk Arthur Kronthal. Członkowie komitetu ustalili, że pomnik zostanie wykonany jako statua odlana z brązu, przedstawiająca figurę lwa.

## Opis
Odsłonięcie pomnika nastąpiło 13 maja 1910 roku. Monument wykonany został przez niemieckiego rzeźbiarza-animalistę i medaliera Augusta Gaula, uważanego ówcześnie za czołowego artystę rzeźbiarza, nie tylko w Niemczech, tworzącego pomniki przedstawiające wyobrażenia zwierząt zbliżone do naturalnego wyglądu ich ciał i sprawiające wrażenie naturalności. August Gaul stworzył nieszablonowy pomnik, wykorzystując figurę lwa jako główny element monumentu, a upamiętnienie osoby Roberta Jaeckla w formie medalionu z jego portretem umieszczając na cokole, co miało symbolizować jego oddanie sprawie zwierząt.
Prostokątny cokół pomnika wykonano z wapienia muszlowego. Postument został otoczony w górnej części fryzem, z umiejscowionym na jednej z bocznych stron reliefem z medalionem portretowym Roberta Jaeckla. Natomiast po przeciwnej stronie postumentu umieszczono napis: „Założycielowi Parku Zoologicznego ku pamięci” (niem. Dem Begründer des Tierparks zum Gedächtnisse). Na cokole ustawiono  odlaną z brązu figurę lwa nadnaturalnej wielkości. Pomnik pierwotnie ustawiono nieco na południe od wejścia głównego do Zoo. Po II wojnie światowej pomnik został przeniesiony w inne miejsce w obrębie ogrodu zoologicznego i współcześnie znajduje się przed budynkiem, w którym mieści się siedziba Muzeum Wiedzy o Środowisku PAN.
W 1974 roku w setną rocznicę powstania Ogrodu Zoologicznego w Poznaniu napis upamiętniający Roberta Jaeckla: „Założycielowi Parku Zoologicznego ku pamięci” został zasłonięty tablicą z napisem:
W TYM MIEJSCU POWSTAŁ 100 LAT TEMU POZNAŃSKI OGRÓD ZOOLOGICZNY
POZNAŃ, WE WRZEŚNIU 1974 R.
Oficjalną nazwę pomnika zmieniono wtedy na „Pomnik 100-lecia założenia ZOO”.

## Podobny pomnik
Pomnik autorstwa Augusta Gaula z niemal identyczną figurą lwa usytuowany jest przed Starą Galerią Narodową (niem. Alte Nationalgalerie), pierwotnie Nationalgalerie w Berlinie.